# 스트롭 에지
《스트롭 에지》(일본어: ストロボ・エッジ)는 사키사카 이오의 만화 작품이다.

## 개요
《별책 마거리트》 (슈에이샤)에서, 2007년 7월호부터 2010년 9월호까지 연재되었다. 단행본은 전 10권.

## 줄거리
인기가 있는 렌을 바라보는 나날을 보내는, 순진하고 순수한 니나코.
클래스메이트인 다이키가 자신을 좋아하고 있는 것을 알고는 있지만, 다이키를 〈좋은 녀석〉이라고 생각은 하면서, 자신의 마음에 자신을 갖지 못한 채 있었다. 그러나, 친구들에게 〈그 마음이 사랑이야〉라고 들어, 흔들거린다.
어느 날, 돌아가는 길의 전차 안에서 렌과 우연히 마주친다. 그 이후, 뭔가 렌과 얽히는 기회가 늘어, 그와의 쓸데없는 대화나 상냥한 웃음에, 니나코에게 지금까지 없었던 감정이 싹트기 시작한다…….

## 등장인물
키노시타 니나코
1월 13일 출생의 염소자리. O형. 신장 152cm, 체중 40kg. 갈색 머리. 순진하고 순수한 여자 아이.
이치노세 렌
10월 26일 출생의 전갈자리. AB형. 신장 179cm, 체중 63kg. 검은 머리.
안도 타쿠미
9월 27일 출생의 천칭자리. B형. 신장 177cm, 체중 56kg. 밝은 갈색 머리. 렌과는 같은 중학교 출신.
코레나가 다이키
7월 17일 출생의 게자리. O형. 신장 175.5cm, 체중 61kg. 갈색 머리.
코레나가 마유카
다이키의 2살 연상인 누나로, 렌의 여자친구. 인기 고교생 모델.
미요시 마나부
4월 25일 출생의 황소자리. O형. 신장 165cm, 체중 53kg. 렌의 친구. 같은 중학교 출신으로, 고교에서도 동급생.
우에하라 사유리
12월 6일 출생의 사수자리. A형. 신장 162cm, 체중 49kg. 니나코의 친구로, 상냥하고 스타일도 좋다.
테라다 유타로
6월 15일 출생의 쌍둥이자리. A형. 신장 178cm, 체중 65kg. 렌의 친구.
사장(부장)
니나코 등의 학교 내에 출역하는 암고양이.
스기모토 마오
렌과 타쿠미의 중학교 후배.
츠카사
니나코의 클래스메이트.
노리코
니나코의 클래스메이트.
타마키
니나코의 클래스메이트.

## 영화
2015년 3월에 일본에서 토호 계열로 공개되었다.

### 캐스트
- 이치노세 렌 - 후쿠시 소타
- 키노시타 니나코 - 아리무라 카스미
- 안도 타쿠미 - 야마다 유키
- 코레나가 마유카 - 사토 아리사
- 코레나가 다이키 - 이리에 진기
- 스기모토 마오 - 쿠로시마 유이나
- 우에하라 사유리 - 코시노 에나
- 츠카사 - 마츠오 카오루

### 스태프
- 감독 - 히로키 류이치
- 배급 - 토호